# フレデリック・バスール
フレデリック・バスール（Frédéric Vasseur、1968年5月28日 - ）は、フランス出身の自動車実業家であり、レースチームの経営者として知られる。
フォーミュラ1（F1）チームのチーム代表職を歴任しており、ルノー、ザウバー/アルファロメオを経て、2023年からスクーデリア・フェラーリのゼネラルマネージャー兼チーム代表を務めている。フォーミュラ2（F2）などに参戦しているARTグランプリや、フォーミュラEの車体製造者であるスパーク・レーシング・テクノロジー社の創設者としても知られている。

## 経歴
フランスの工学学校（グランゼコール）のひとつであるESTACAで航空工学と自動車工学を学び、1996年に卒業した。

### ASM F3 - ARTグランプリ
ESTACAを卒業した1996年に、バスールはレーシングチームの「ASM Formule 3」（ASM F3）を創設した。
バスールが設立したASMチームは、当初はルノーからの支援を受けて1997年からフランスF3選手権に参戦し、1998年には同チーム所属のデビッド・サイレンスが同選手権でチャンピオンを獲得した。フランスF3は2003年からはフォーミュラ3・ユーロシリーズに改組されたが、以降もASMチームは参戦と活躍を続け、2004年から2009年にかけて、所属ドライバーたちがチャンピオンタイトルを獲得し続け、ASMチームは新興ながら有力なチームとして選手権を席巻した。
2005年からF1の直下のシリーズとして、従来の国際F3000に代わって、「GP2シリーズ」が開催されることになり、2004年にニコラス・トッドが株式を取得して共同オーナーとなったことに伴い、チームは「ARTグランプリ」に改組された（F3チームは、その後も2007年シーズンまでは「ASM」の名称を使用）。
2005年、ARTグランプリはこの年に始まったGP2シリーズに参戦し、F1直下のカテゴリーにおいては新チームながら、同チームに所属するニコ・ロズベルグがGP2の初代チャンピオンに輝き、チーム部門でもARTグランプリがタイトルを獲得した。
その後も、ARTグランプリは有力チームとしてGP2、GP3への参戦を続け、現在はそれぞれ、F2（FIA F2）、F3（FIA F3）へと移行している。
2014年、バスールは、後述する新規事業（フォーミュラE）で多忙となったことで、ARTグランプリの経営からは退き、CEOの地位をセバスチャン・フィリップに譲った。それまでの期間、バスールのチームが輩出したドライバーで後に活躍したドライバーの数は非常に多く、2010年代にF1でチャンピオンとなったセバスチャン・ベッテル、ルイス・ハミルトン、ニコ・ロズベルグの3名も、いずれも、ジュニアフォーミュラの過程のどこかでバスールのチームから参戦している。

### フォーミュラE

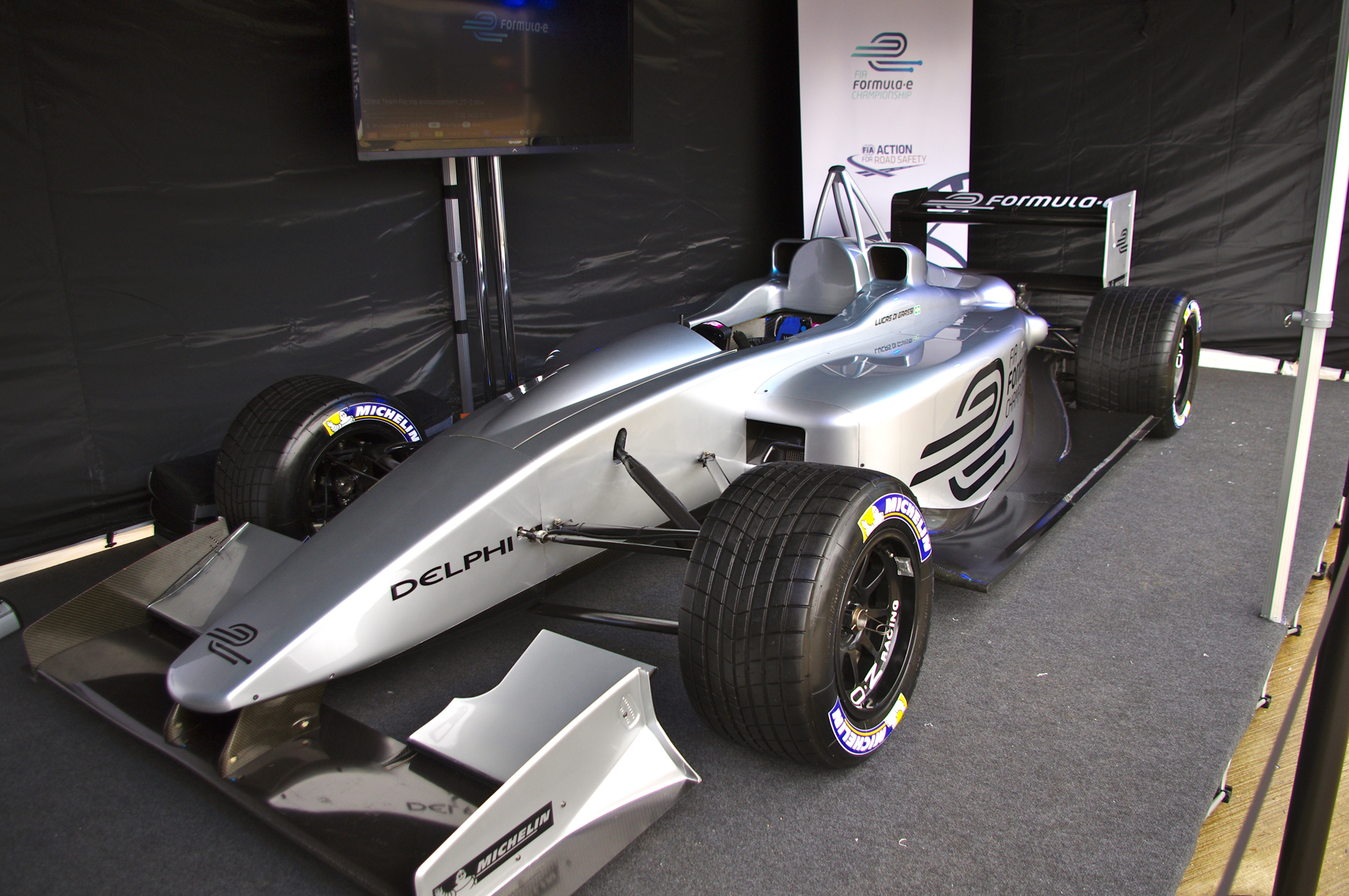
フォーミュレック・EF01（2010年）

2010年、バスールは電気自動車によるレースシリーズへの供給を目論み、ARTグランプリに電気自動車のフォーミュラカーの試作車（フォーミュレック・EF01）を製作させた。
この試みに国際自動車連盟（FIA）も関心を持ち、2012年8月、FIAは電気自動車によるレースシリーズである「フォーミュラE」をFIA名義のシリーズとして創設することを承認した。バスールは同年10月に電気駆動のレーシングカーを製造するスパーク・レーシング・テクノロジーを新たに設立し、レースの主催団体として設立されたフォーミュラE・ホールディングスとの間で契約を結んだ。
同シリーズの車体はワンメイクであり、この契約により、バスールのスパーク・レーシング・テクノロジー社はフォーミュラEの最初のシーズン（2014年-15年シーズン）のために、42台の参戦車両（スパーク・ルノー・SRT 01E）全ての製造を担った。

### フォーミュラ1
バスールが所有するARTグランプリは2015年にGP2とGP3でタイトルを独占し、DTMでも成功を収めた。そうした背景と、ルノーからの打診を受け、バスールは、フォーミュラ1（F1）の仕事を始めることにした。
バスールは、この時点でARTグランプリの経営はすでに他者に委ねており、スパーク・レーシング・テクノロジー社もフォーミュラEが開催にこぎ着けたことで軌道に乗っていたことから、以降、自身はF1に専念することになる。

#### ルノー
2016年2月、バスールはF1のルノーチームにレーシングディレクターとして加入し、シーズン途中の7月に同チームのチーム代表に就任した。
しかし、シーズン中にマネージングディレクターのシリル・アビテブールとの間で意見の相違があったことから、この仕事は短期のものとなり、翌年1月に同職を辞任した。

#### ザウバー - アルファロメオ
バスールは他のカテゴリーでも多くの仕事を抱えており、ルノーを去った後もF1に留まろうという考えは特に持っておらず、ARTグランプリの運営に戻っていた。しかし、ルノーを離脱してほどなく、ザウバーからの接触を受け、チーム代表への就任を打診され、これを引き受けた。
2017年7月、バスールはザウバーのチーム代表兼CEOに就任した。就任時点で同チームはランキング最下位であり、当時のチームオーナーであるロングボウ・ファイナンスのパスカル・ピッチから、チームの立て直しを託されたバスールは、まず、ザウバーにパワーユニット（PU）を供給していたフェラーリとの関係を再構築し、強化することを最初の目標とした。
そのため、前任者のモニシャ・カルテンボーンがホンダと覚書を交わしていた翌年のホンダPU搭載計画を中止し、フェラーリの最新型PUの搭載契約を締結した（詳細は別項を参照）。並行して、当時、フェラーリのCEOであるセルジオ・マルキオンネがCEOを兼務していたフィアット・クライスラー・オートモービルズ（FCA）傘下のアルファロメオをスポンサーとし、マルキオンネが目標としていた「アルファロメオ」ブランドの再興に協力する体制とし、チームの基礎を固め直した。
バスールの前任者のカルテンボーンがザウバーの指揮を執っていた当時、チームのランキングは最下位である10位に頻繁に位置していたが、バスールの就任以降、年間ランキングで最下位を記録することはなくなった。2018年のザウバーはランキング8位に浮上し、チームが「アルファロメオ・レーシング」となって以降も8位を維持し、2021年は9位となるが、2022年にはザウバー時代の2012年以来となるランキング6位を獲得した。

#### スクーデリア・フェラーリ
2022年12月にザウバー・モータースポーツAGからの離脱を発表し、翌2023年からスクーデリア・フェラーリのチーム代表（チーム内の肩書はゼネラルマネージャー）に就任した。イタリア以外の国籍の人物がフェラーリのチーム代表を務めるのは、2007年までチーム代表を務めた同じフランス人であるジャン・トッド以来となる。この人事は、ステランティスのCEOであるカルロス・タバレスの推薦によるものだと言われている。

## 人物
- 自身のチームである「ASM」や「ARTグランプリ」の命名者でもあるが、「ASM」や「ART」は何かの略語というわけではなく、意味は持たないという[注釈 6]。
- バスールはARTグランプリで数多くのドライバーの育成に携わっており[1]、下位カテゴリーでバスールのチームに所属していたドライバーとF1で（偶然）再び組んでいるケースがある。
  - マーカス・エリクソン

2009年-10年シーズンのGP2アジアシリーズで1戦のみARTグランプリから参戦[W 11]。F1では2017年から2018年にかけてザウバーに在籍。
  - シャルル・ルクレール

GP3時代の2016年（英語版）にARTグランプリに所属しているほか、ルクレールのゴーカート時代から6年間に及ぶ仕事関係があったとバスールは述べている[2]。F1では2018年にザウバーに在籍[注釈 7]、2023年にバスールがフェラーリのチーム代表となったことで、再び同じチームとなる。
  - バルテリ・ボッタス

F3/GP3時代の2009年から2011年にかけてARTグランプリに所属。F1では2022年にアルファロメオに加入。移籍を決断するにあたって、バスールの存在が大きかったと述べている[W 18]。
  - ルイス・ハミルトン

F3/GP2時代の2005年から2006年にかけてASM・F3、ARTグランプリに所属。2025年シーズンからフェラーリに加入予定。ハミルトンを移籍させるため、バスールはフェラーリ本社会長のジョン・エルカーンに説得を要請した[1][注釈 8]。

### 交渉手腕
2017年7月にザウバーのCEO兼チーム代表になった際、バスールが最初に行った仕事は、前任者のモニシャ・カルテンボーンがホンダと交わしていた「翌年からホンダ製パワーユニット（PU）を搭載する」という覚書の破棄だった。バスールはCEOに就任した7月17日当日にこの交渉をホンダの山本雅史と行った。この時点で、ホンダ（山本）もザウバーにPU供給する意思はなくなっており、バスールとホンダ（山本）の間にはGP2においてARTグランプリに松下信治を乗せていた縁で既に関係があったため、この交渉はスムーズに進められた。バスールは山本との交渉にあたって、ザウバーがホンダのPUを搭載しないのは「マクラーレンのギアボックスを使えないため」という理由をあらかじめ用意するなどして、当事者の誰も悪者にならないためのシナリオまで準備していたという。ホンダとの覚書を円満に破棄したことで、バスールはチーム代表就任から間もない内にザウバーとフェラーリとの契約（継続）を発表することができた（ホンダとの合意解消を7月27日に発表し、フェラーリとの新契約を7月28日に発表）。
交渉相手だった山本は、この速さについて衝撃を受けたということや、契約解消後も友好的な関係を築いたバスールに感謝しているといったことを述べている。

### 家族
1999年7月31日に結婚。子供が4人いる。